# Dienstausweis
Dienstausweise sind Sicherheitsdokumente, die den Inhaber als Angehörigen einer Dienststelle ausweisen.

## Funktion
Dienstausweise berechtigen zum Zutritt zu den Liegenschaften und Gebäuden des jeweiligen Verwaltungsträgers. Es können daneben Sonderausweise für Personen, die nicht in einem festen Dienst- oder Arbeitsverhältnis stehen, wie z. B. Haus- oder Besucherausweise im Ermessen der Dienststelle gestaltet und ausgegeben werden. Der Dienstausweis kann zum Besitz und Führen einer Schusswaffe, dem Anwenden von unmittelbaren Zwang (z. B. Polizei) oder zum Tragen einer Uniform sowie Hoheits- und Rangabzeichen berechtigen sowie Weisungsbefugnisse legitimieren.

## Aussehen und Verwendung
Die Ausweise können verschieden gestaltet sein, so gibt es ihn in Papier als auch in Form einer Chipkarte. Er enthält den Namen der ausstellenden Behörde und fast durchgängig ein Lichtbild des Inhabers sowie eine Dienstausweisnummer. Neben diesen sichtbaren Ausweisdaten können in den Kartenkörper integrierte Sicherheitsmerkmale vorhanden sein sowie weitere Chips, die unterschiedliche IT-Funktionalitäten und IT-Anwendungen ermöglichen.
Die Verwendung der Dienstausweise ist meist in verwaltungsinternen Vorschriften geregelt, Verwaltungskräfte ohne Außendienst verfügen meist nicht über ein solches zusätzliches Ausweisdokument. Die Echtheit des Ausweises kann bei der ausstellenden Behörde überprüft werden. Für dienstliche Reisen ins Ausland im öffentlichen Interesse ist anstelle eines Dienstausweises ein Dienstpass vorgesehen.

## Deutschland

### Bundesverwaltung
In der Bundesverwaltung wurde Anfang 2009 der einheitlich gestaltete elektronische Dienst- und Truppenausweis (eDTA) eingeführt, welcher folgendermaßen untergliedert ist: Dienstausweis für Verwaltungsbeamte und -angestellte von Bundesbehörden, Polizeidienstausweis für Polizeibeamte der Bundespolizei sowie des Bundeskriminalamtes sowie den Truppenausweis für aktive Soldaten der Bundeswehr. Die Ausweise berechtigen zum Betreten der Liegenschaften des jeweiligen Geschäftsbereiches, am Beispiel des Geschäftsbereichs des BMVg zum Betreten von militärischer Sicherheitsbereichen. Auf der Rückseite des eDTA kann ein Freitext eingetragen werden, der zum Führen von Schusswaffen berechtigt oder um Unterstützung des Ausweisinhabers bei der Erfüllung seiner Aufgaben und um Schutz bittet. Durch die integrierten RFID- und Kontaktchips sind verschiedene Einsatzmöglichkeiten im Bereich der Zeiterfassung, Zugangskontrolle oder unterschiedlicher IT-Funktionalitäten möglich. Der elektronische Dienst- und Truppenausweis wird durch die Bundesdruckerei hergestellt.
Beamte der Kriminalpolizei führen neben ihrem Polizeidienstausweis auch eine Dienstmarke mit sich, um sich bei Amtshandlungen gegenüber dem Bürger zu legitimieren, ebenso Verwaltungsbeschäftigte im Außendienst, z. B. bei der kommunalen Verkehrsüberwachung oder der behördlichen Lebensmittelüberwachung, sowie Mitarbeiter der Zollverwaltung.

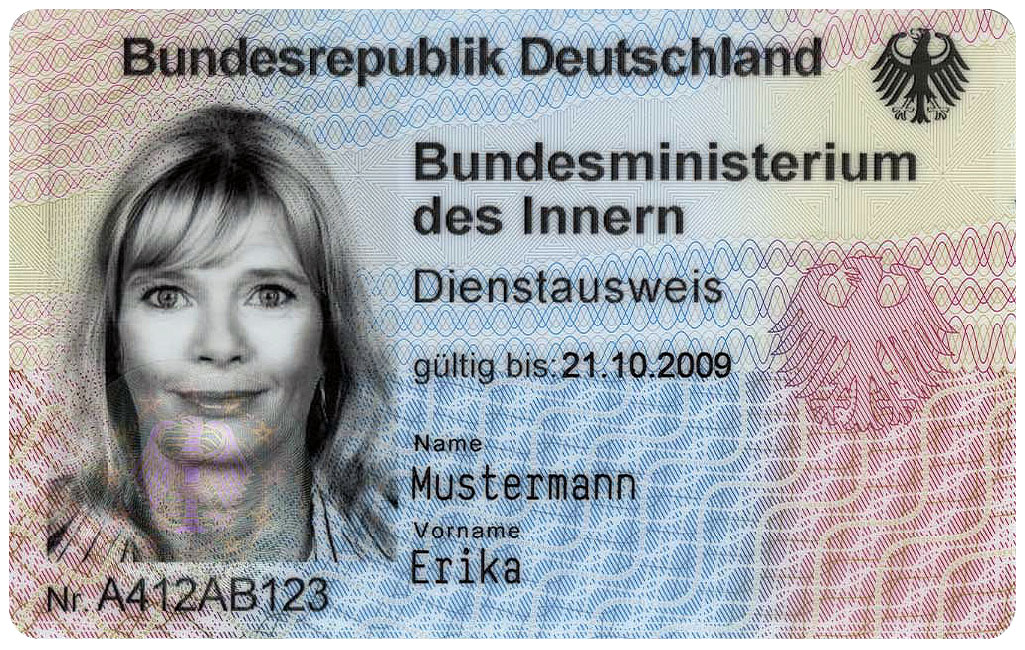
Elektronischer Dienstausweis des BMI
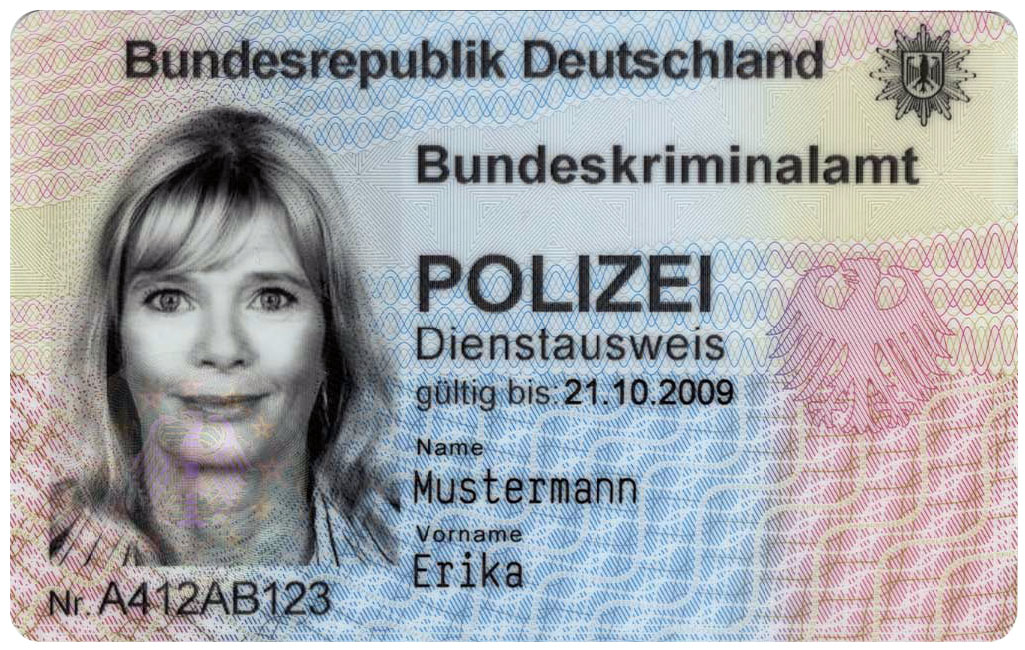
Polizeidienstausweis des Bundes
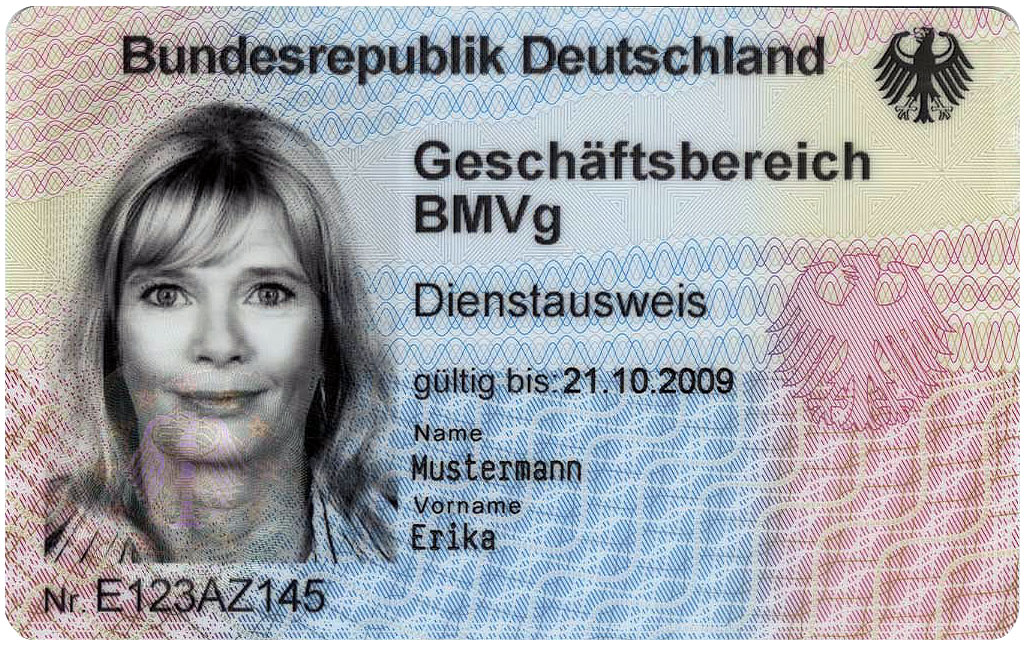
Dienstausweis für zivile Angehörige der Bundeswehr

### Länder und Kommunen
Auch die Bundesländer und Kommunen stellen für in der Öffentlichkeit auftretende Beschäftigte Dienstausweise aus, z. B. für Polizeibeamte, Gerichtsvollzieher oder kommunale Vollzugskräfte, auch Mitarbeiter des Jugendamtes. Geregelt ist deren Gestaltung meist in Verwaltungsvorschriften der jeweiligen Körperschaft. Sie beinhalten meist das jeweilige amtliche Wappen des Landes bzw. der Kommune.